# Bebedouro

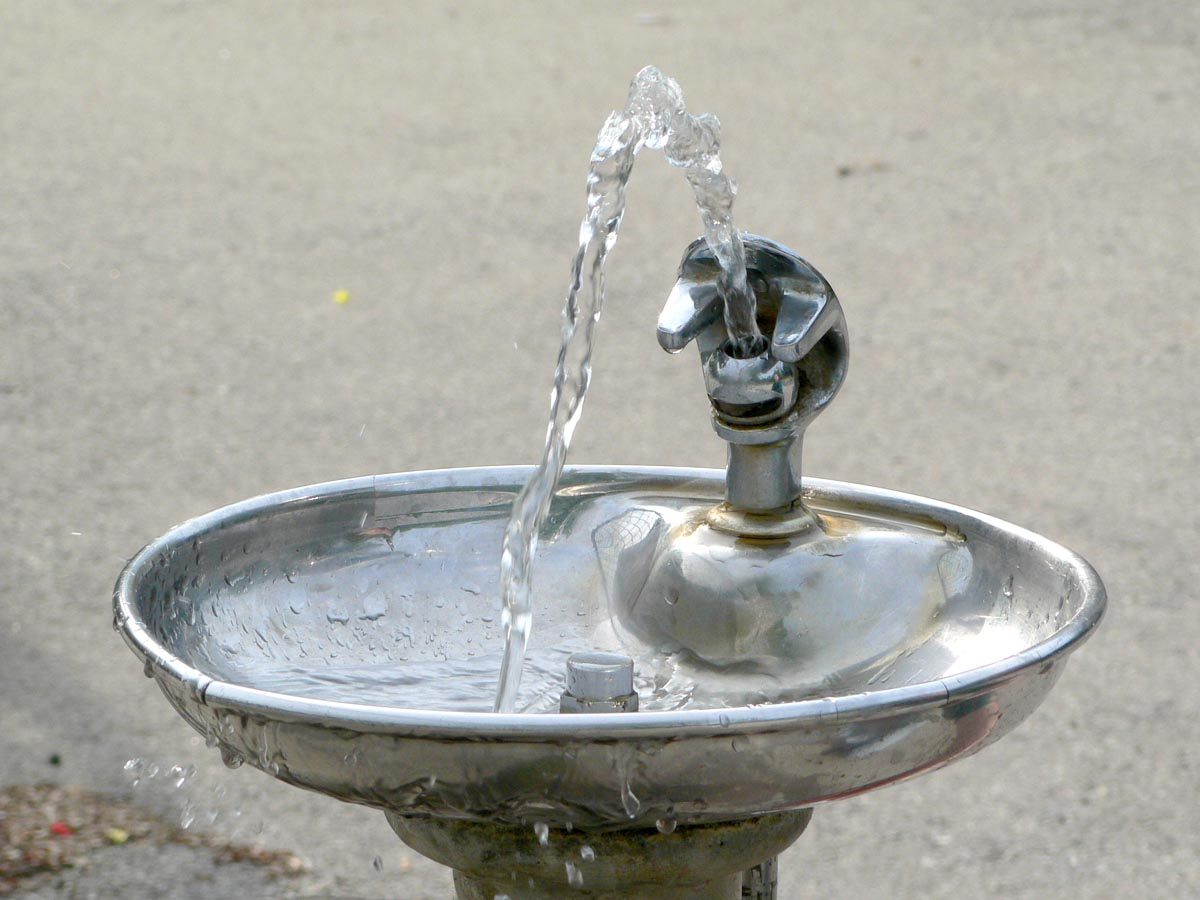
Um típico bebedouro

Bebedouro ou bebedoiro é um dispositivo ou reservatório artificial que fornece um líquido, em geral água potável, para pessoas ou animais. 

## Bebedouros para pessoas
Os bebedouros manufaturados para fins de consumo humano em geral são aparelhos mecânicos costumeiramente de funcionamento elétrico e acoplados a um reservatório contendo algum líquido que os abastece, ou senão alimentados por uma tubulação que faz uso, por exemplo, de água tratada ou natural. Dentre os modelos de bebedouro alguns possuem uma torneira que serve o líquido mediante um jorro aquoso com o intuito de evitar o contato facial junto à torneira, enquanto outros tipos o servem indiretamente fazendo uso de um recipiente tal como um copo. Existem bebedouros que permitem até integração social, pois fornecem torneiras específicas para cadeirantes poderem se hidratar com facilidade, de maneira simples e igualitária, unindo assim várias pessoas no mesmo espaço.

## História

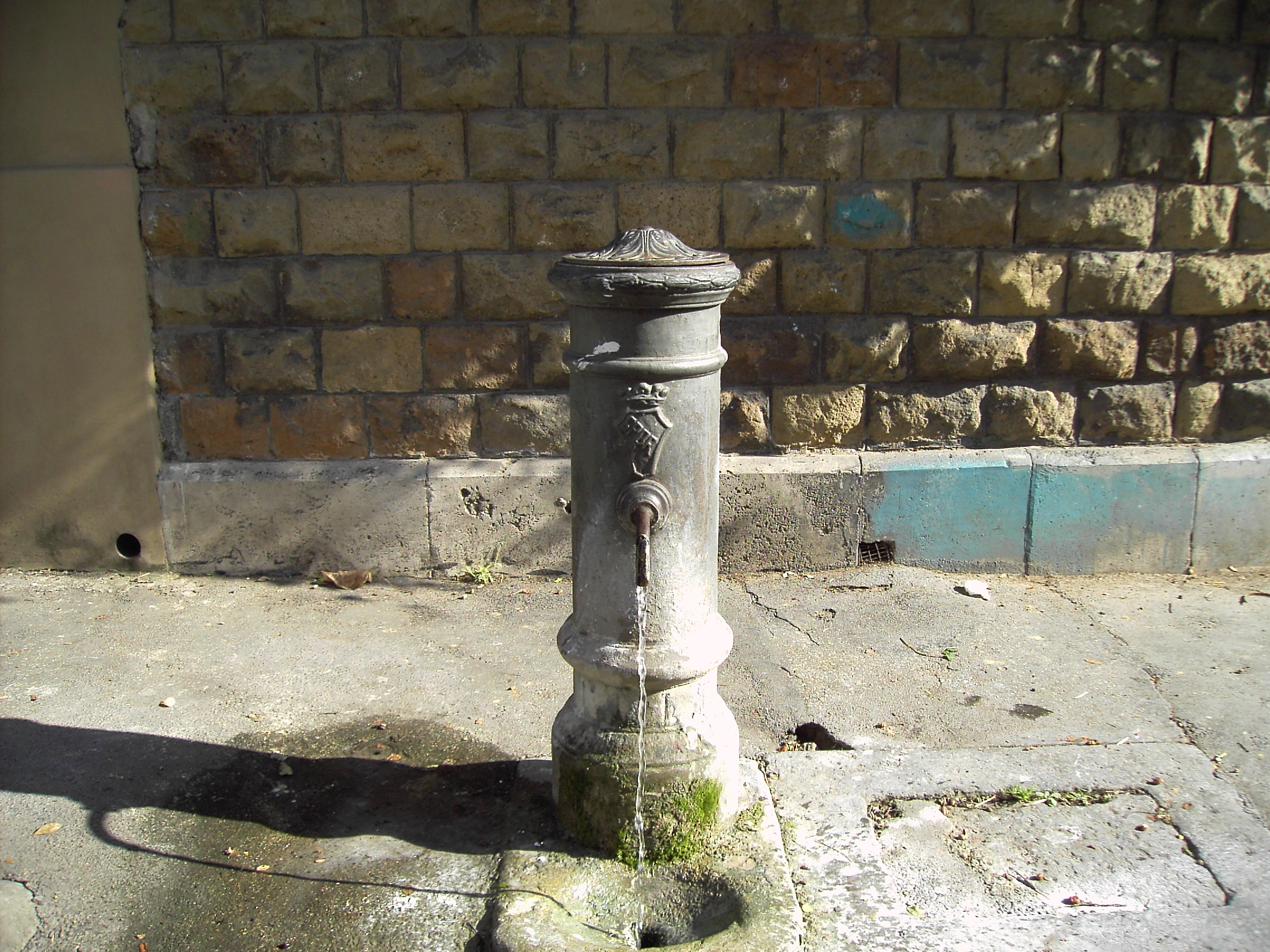
O bebedouro típico de Roma, chamado nasone

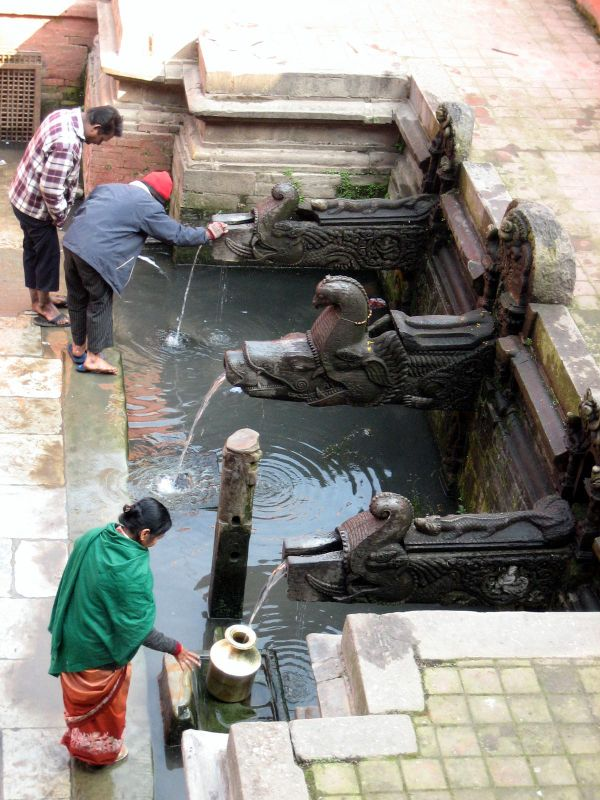
Em 2008, as pessoas ainda usam este bebedouro construído em 570 DC chamado Manga Hiti em Patan, Nepal

Antes que a água potável fosse fornecida em residências particulares, a água para beber era disponibilizada aos cidadãos das cidades por meio do acesso a fontes públicas. Muitos desses primeiros bebedouros públicos ainda podem ser vistos (e usados) em cidades como Roma, com suas muitas fontanelas e nasoni ("narizes grandes").

### Nepal
No Nepal, havia bebedouros públicos pelo menos já em 550 DC. Eles são chamados dhunge dharas ou hitis. Eles consistem em bicas de pedra esculpida através das quais a água flui ininterruptamente de fontes subterrâneas. Eles são encontrados extensivamente no Nepal e alguns deles ainda estão operacionais. Muitas pessoas do Nepal dependem deles para o abastecimento diário de água. O tutedhara ou jahru é outro tipo de bebedouro antigo encontrado no Nepal. Trata-se de um recipiente de pedra que pode ser enchido com água e possui uma torneira que pode ser aberta e fechada. O mais antigo deles é datado de 530 DC. Muito poucos jahrus estão em uso hoje, mas os remanescentes podem ser encontrados em muitos lugares.

### Reino Unido

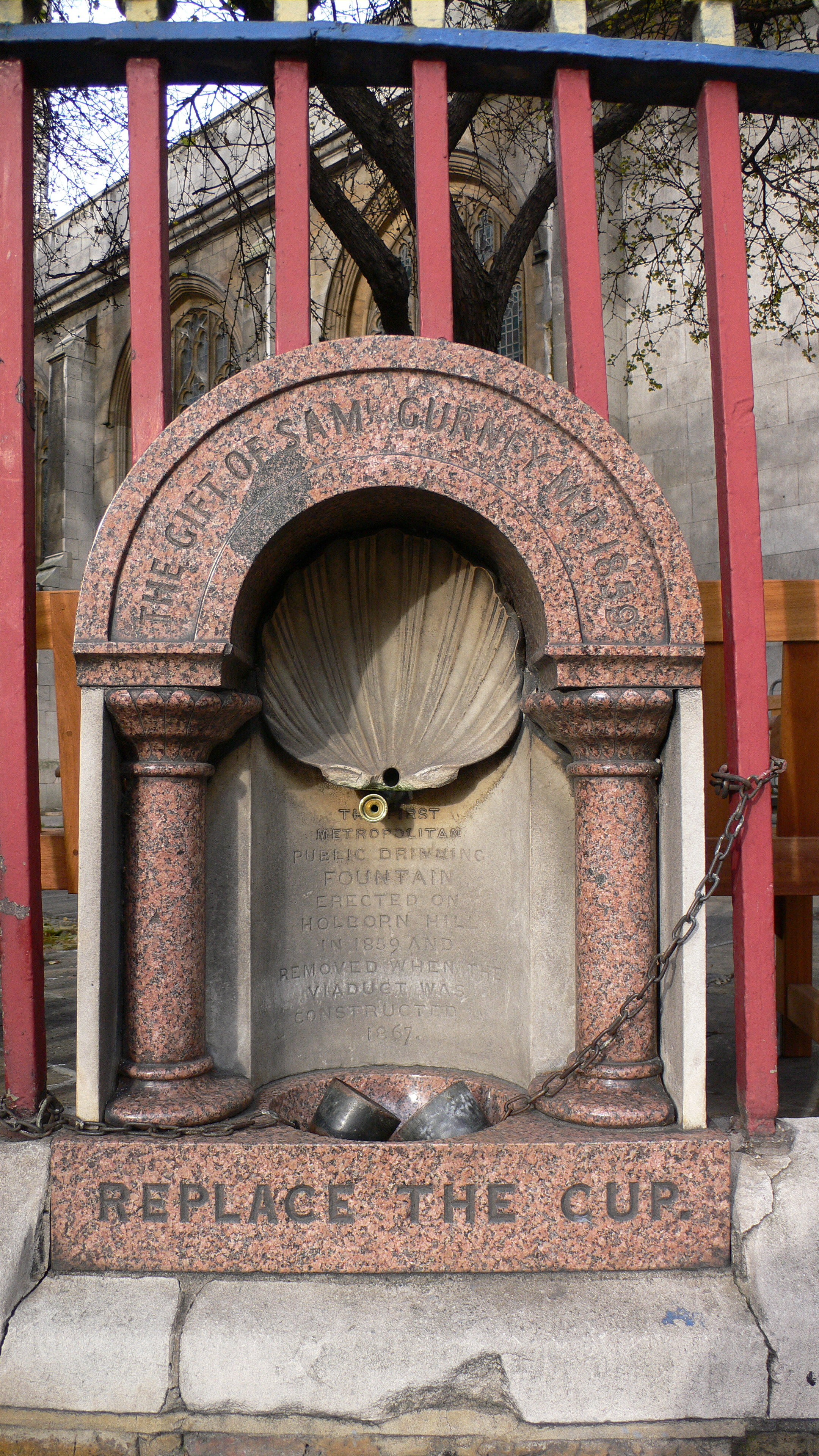
Primeira fonte instalada em Londres pela Metropolitan Free Drinking Fountain Association

Em meados do século 19 em Londres, quando o abastecimento de água de empresas privadas de água era geralmente inadequado para a população em rápido crescimento e frequentemente contaminado, uma nova lei criou a Comissão Metropolitana de Esgotos, tornou a filtragem de água obrigatória e mudou as entradas de água no Tâmisa acima as saídas de esgoto. Nesse contexto, iniciou-se o movimento dos bebedouros públicos. Construiu os primeiros banhos públicos e bebedouros públicos.
Em 1859, foi fundada a Associação Metropolitana de Bebedouros Gratuitos. A primeira fonte foi construída em Holborn Hill nas grades da igreja de St Sepulchre-without-Newgate em Snow Hill, paga por Samuel Gurney, e inaugurada em 21 de abril de 1859.
A fonte tornou-se imediatamente popular e era usada por 7 000 pessoas por dia. Nos seis anos seguintes foram construídos 85 chafarizes, com grande parte do financiamento vindo diretamente da associação. A provisão de bebedouros no Reino Unido logo se ligou ao movimento de temperança; a mesma associação em Londres atraiu o apoio de defensores da temperança. Muitas de suas fontes estavam localizadas em frente a casas públicas. O movimento evangélico foi incentivado a construir fontes nos adros das igrejas para encorajar os pobres a ver as igrejas como um suporte para eles. Muitas fontes têm inscrições como "Jesus disse que todo aquele que beber desta água terá sede novamente, mas aquele que beber da água que eu lhe der nunca mais terá sede". Em 1877, a associação foi amplamente aceita e a Rainha Vitória doou dinheiro para uma fonte em Esher. Muitas fontes, dentro e fora de Londres, eram chamadas de fontes da temperança ou teriam uma representação da figura mítica grega da Temperança.

### França

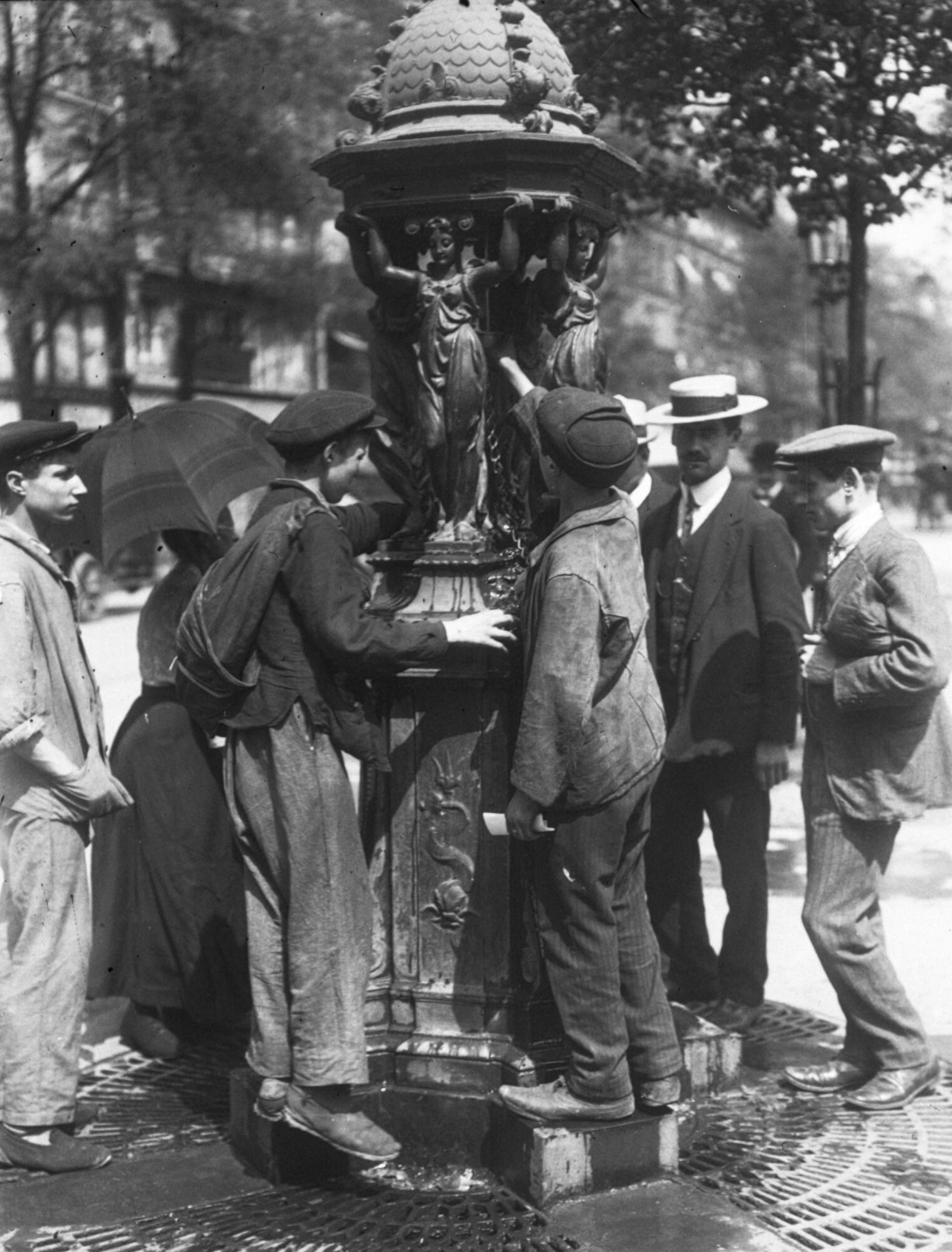
Pessoas bebendo de uma fonte de Wallace durante as comemorações do Dia da Bastilha em 1911

Depois que muitos dos aquedutos foram destruídos após o cerco de Paris na década de 1870, os pobres parisienses não tiveram acesso à água potável. Richard Wallace, um inglês, usou o dinheiro de uma herança para financiar a construção de 50 bebedouros (desde então conhecidos como 'Fontes de Wallace'). Desenhadas por Charles-Auguste Lebourg com quatro cariátides no topo de uma base cilíndrica verde, essas fontes se tornaram símbolos icônicos de Paris.

### Estados Unidos

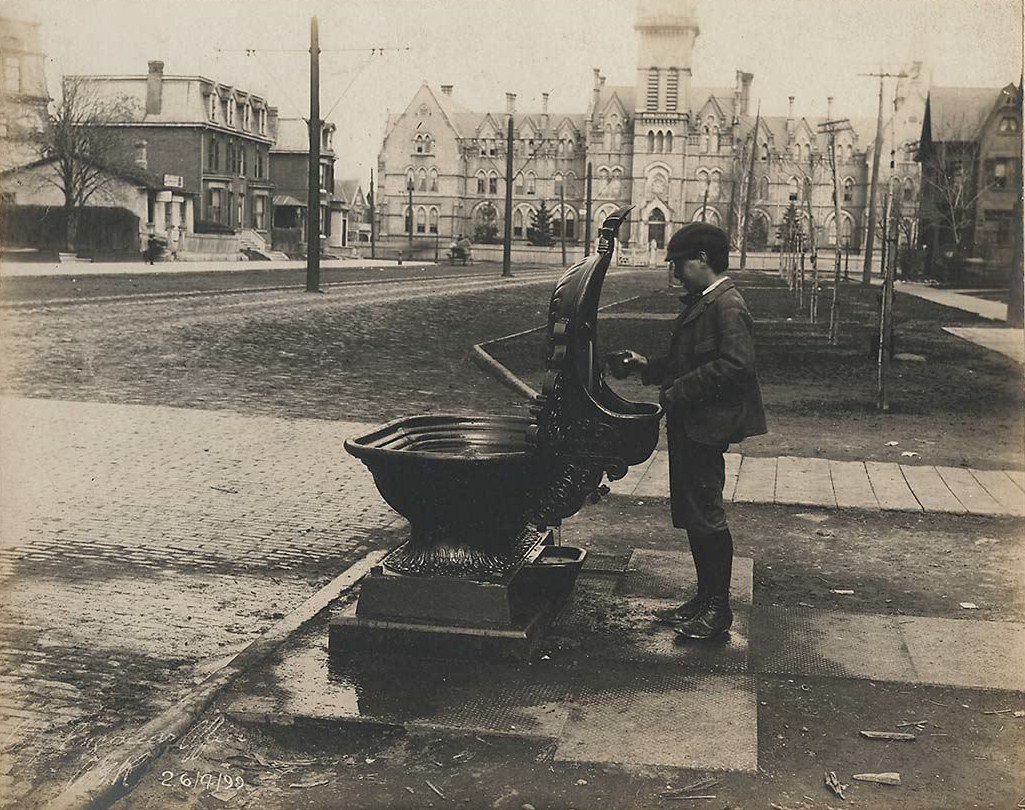
Bebedouro combinado para pessoas, cavalos e cachorros, Toronto, Canadá, 1899

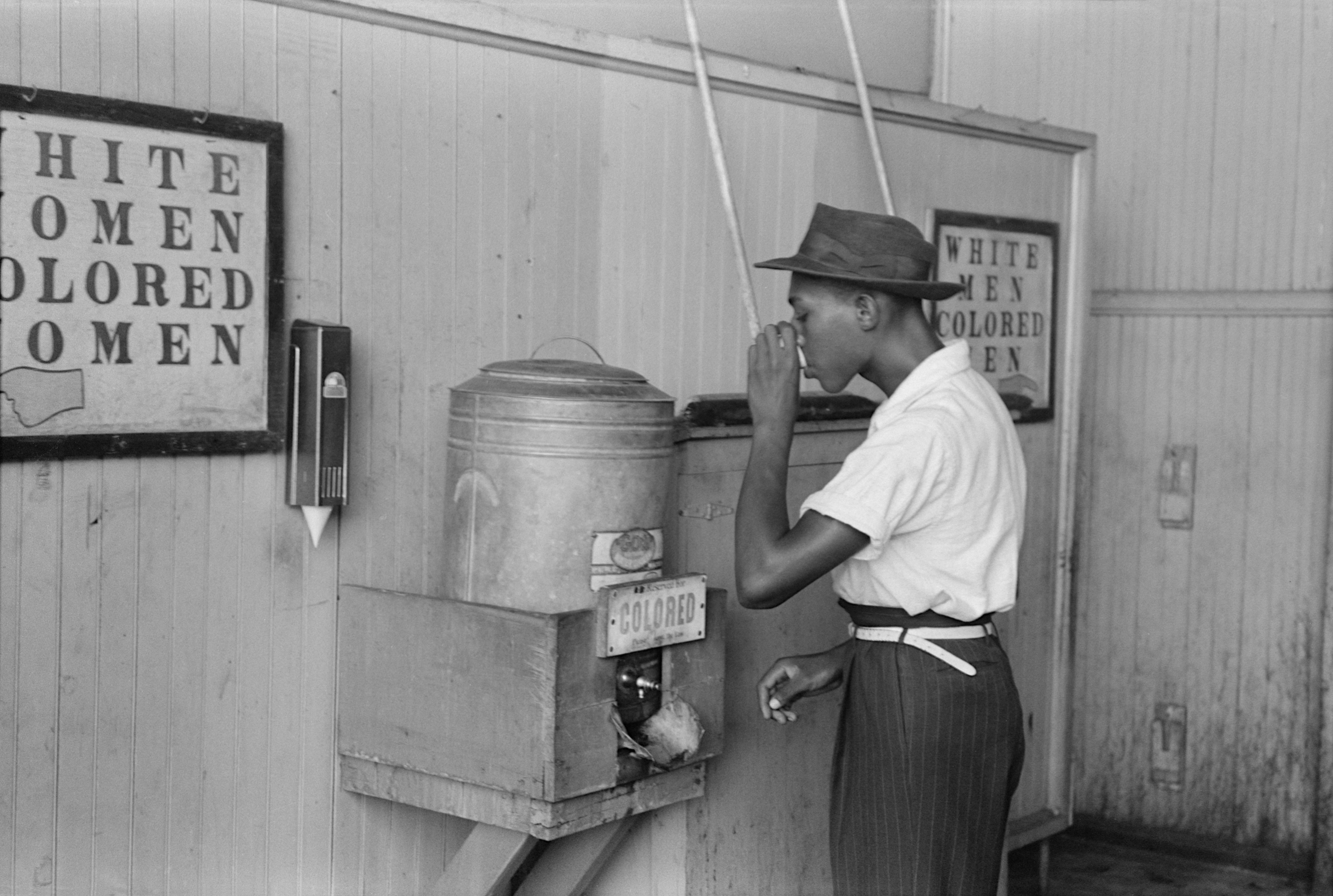
Um homem afro-americano bebendo em um bebedouro "de cor" em um terminal de bonde em Oklahoma City, 1939.

Água potável turva e com gosto ruim encorajou muitos americanos a beber álcool para fins de saúde, então grupos de temperança construíram bebedouros públicos em todos os Estados Unidos após a Guerra Civil. A convenção organizadora da National Woman's Christian Temperance Union (NWCTU) de 1874 encorajou seus participantes a erguer as fontes em suas cidades natais, como um meio de desencorajar as pessoas de beber em bares. Eles patrocinaram fontes de temperança em vilas e cidades nos Estados Unidos.
O Bubbler original atirou água direto no ar, e o excesso de água escorreu pelas laterais do bocal. Durante a Primeira Guerra Mundial, o fundador da empresa Halsey W. Taylor inventou o bebedouro "Double Bubbler". Esta fonte distribuía dois jatos de água em arco. Vários anos depois, o Bubbler adotou essa projeção de arco mais higiênica, que também permitia ao usuário beber com mais facilidade. No início do século 20, descobriu-se que o desenho vertical original estava relacionado à propagação de doenças contagiosas.
Nos Estados Unidos, a segregação de instalações públicas, incluindo, entre outros, fontes de água devido à raça, cor, religião ou origem nacional, foi abolida pela Lei dos Direitos Civis de 1964. Antes disso, eram comuns os bebedouros racialmente segregados com os para negros em piores condições do que os para brancos.

## Modelos contemporâneos e antigos
Os bebedouros industriais são desenvolvidos especialmente para o atendimento de grandes demandas. Geralmente são fabricados com aço inoxidável, desde o gabinete até a serpentina de refrigeração, que fica em contato direto com a água. Existem diversos modelos, que podem atender de 125 até 250 pessoas por hora.

## Bebedouros resistentes ao gelo
Os bebedouros resistentes ao gelo são usados ao ar livre em climas frios e mantêm os mecanismos de controle abaixo da linha de congelamento, resultando em um atraso na saída da água.

## Bebedouro industrial
Um bebedouro industrial é basicamente um reservatório de água potável refrigerado por um equipamento frigorífico (compressor). Os volumes mais comuns de reservatório de bebedouro industrial são 50, 100, 150 e 200 litros. É comum encontrarmos bebedouros com 1 a 5 torneiras. Quando o reservatório de água está completamente desacoplado das cubas, torneiras e bicos de pressão, o bebedouro industrial é chamado de central de água gelada (CAG).[carece de fontes?]

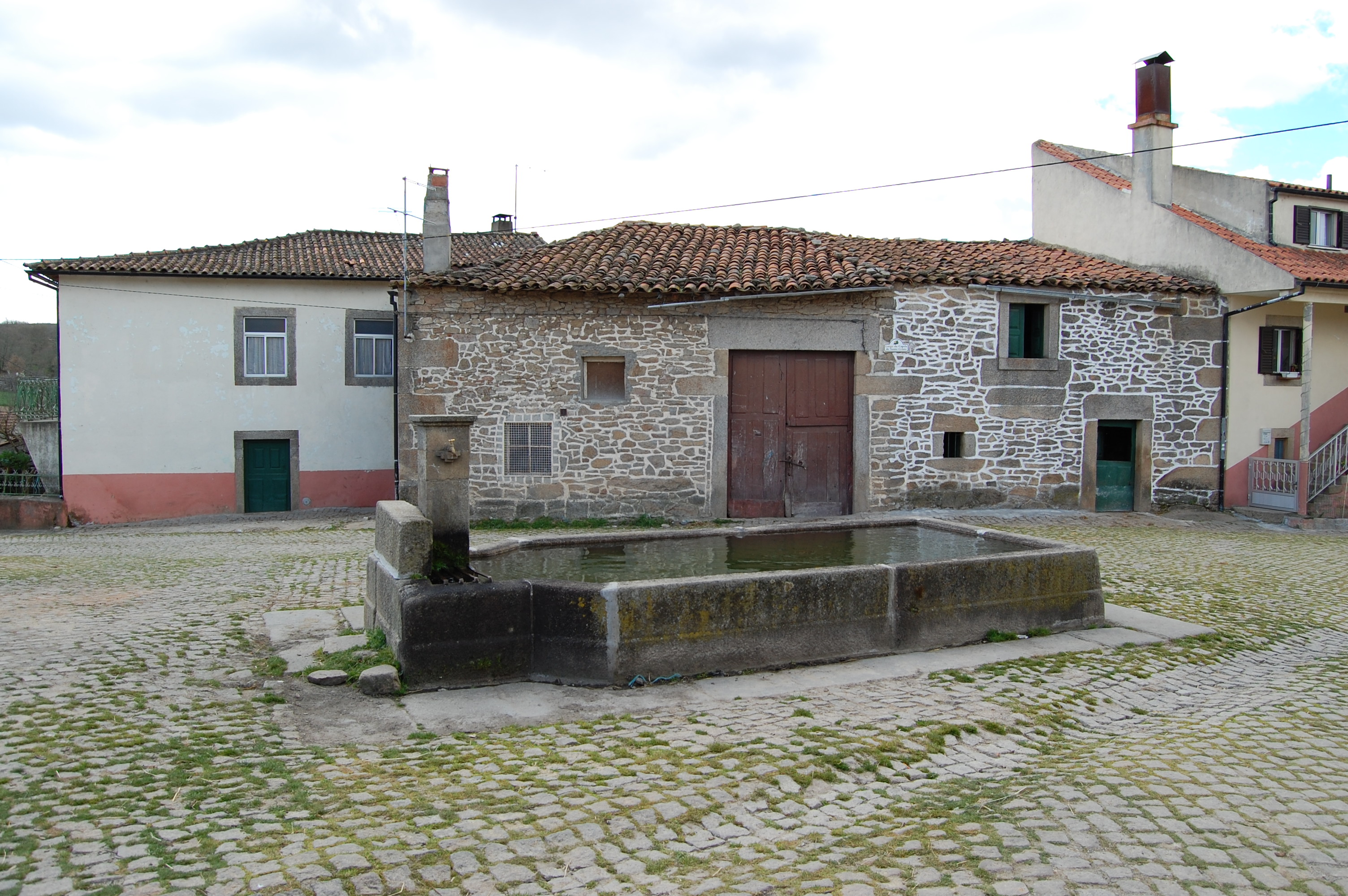
Bebedouro para animais de grande porte.

## Bebedouros para animais

### Aves
O bebedouro automático para aves é constituído por uma garrafa cheia de água, cujo gargalo está mergulhado num prato com água, de modo a estar um pouco abaixo do nível de água. Enquanto não baixar o nível de água no prato à água da garrafa não sairá. Se o nível de água no prato baixar e o gargalo ficar fora da água do prato, uma parte do líquido sai da garrafa.

## Galeria

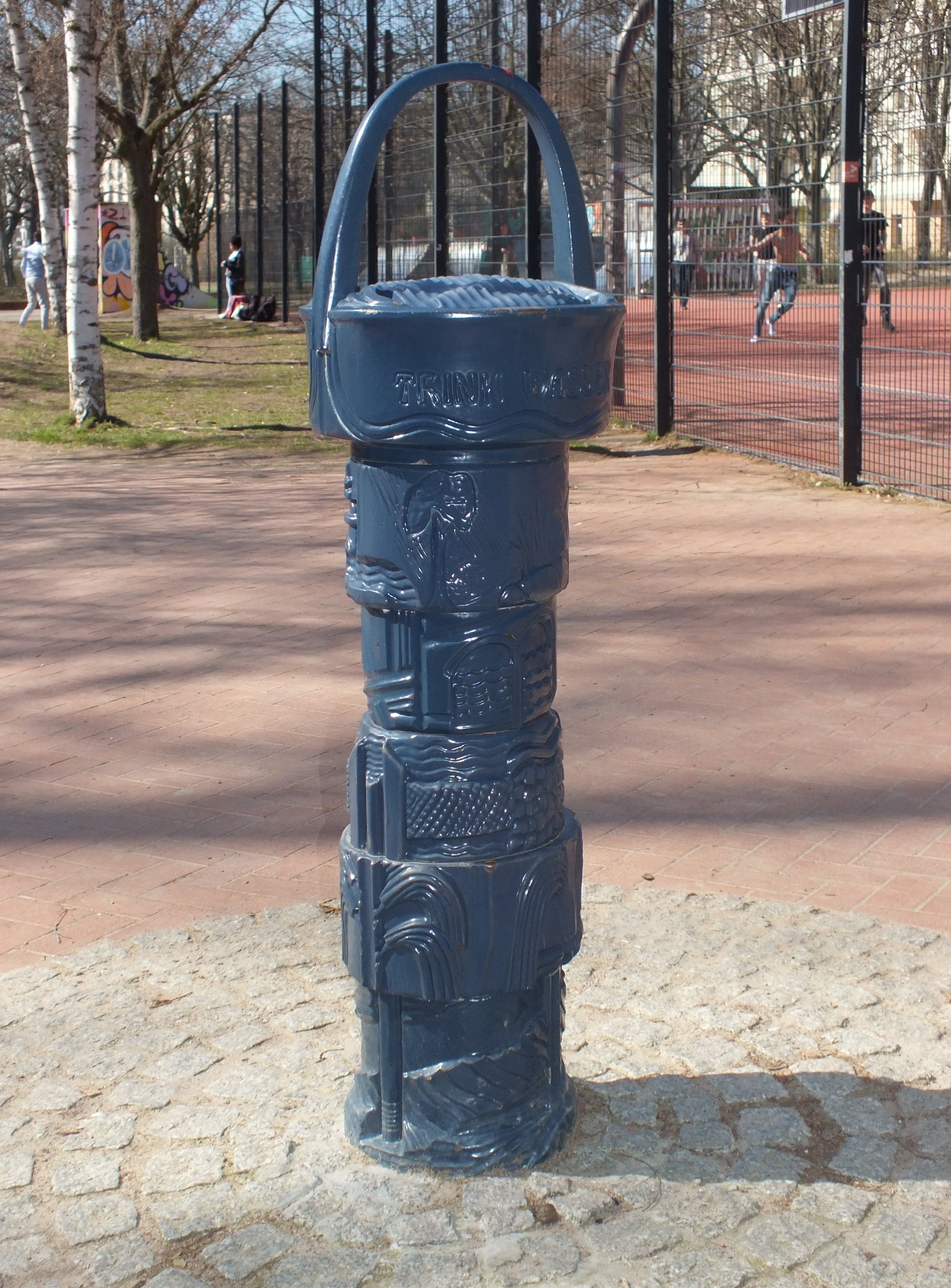
Bebedouros em Berlim (em alemão: Trinkbrunnen)
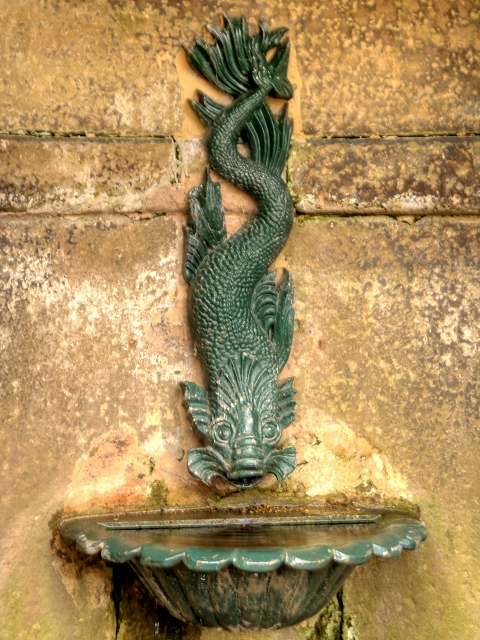
Bebedouro, Avenham Park, Preston, Lancashire
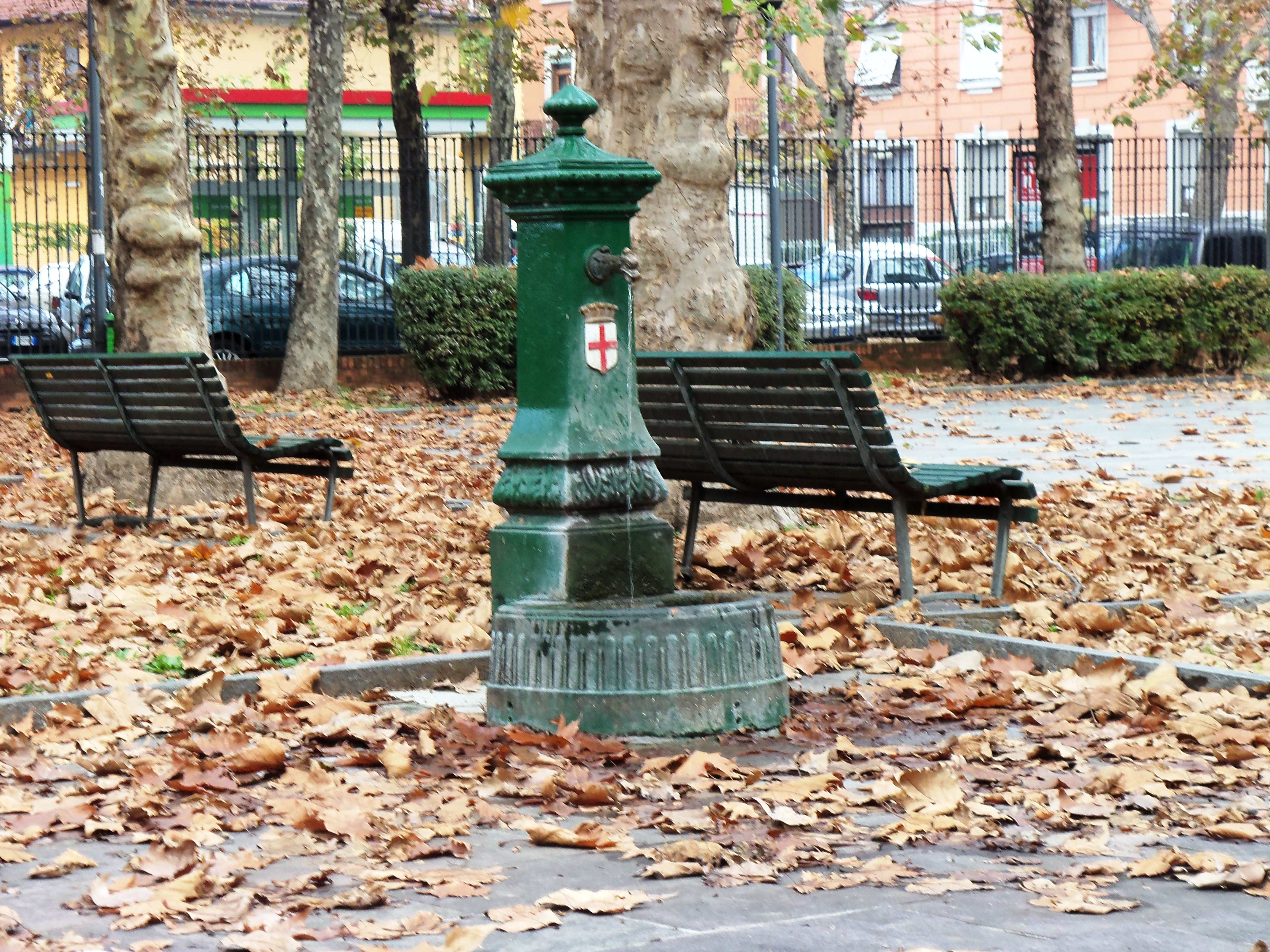
Draghi Verdi (Dragões Verdes) em Milão, são 480 deles
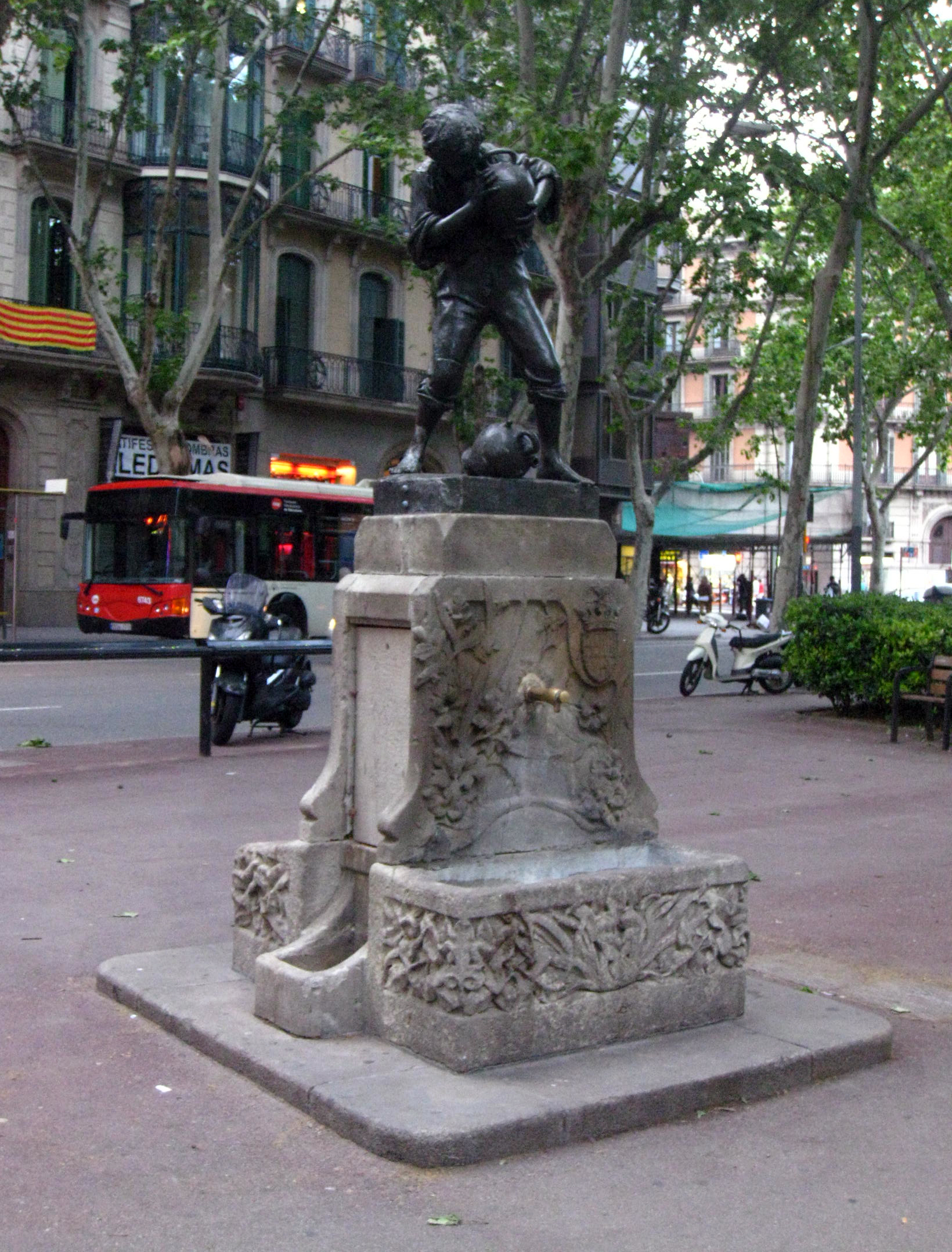
Font del Noi dels Càntirs, Barcelona
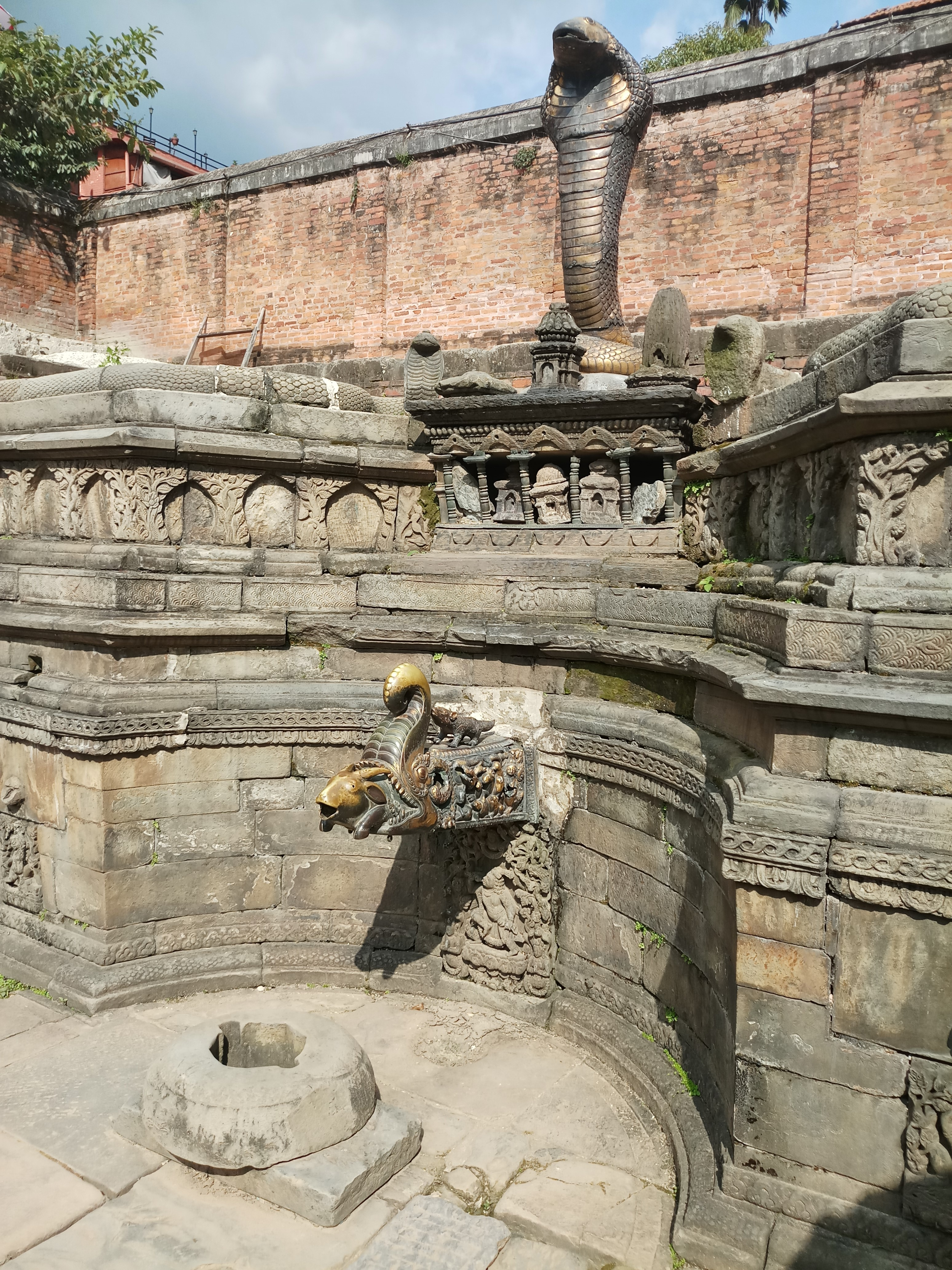
Bebedouro dourado em Bhaktapur, Nepal
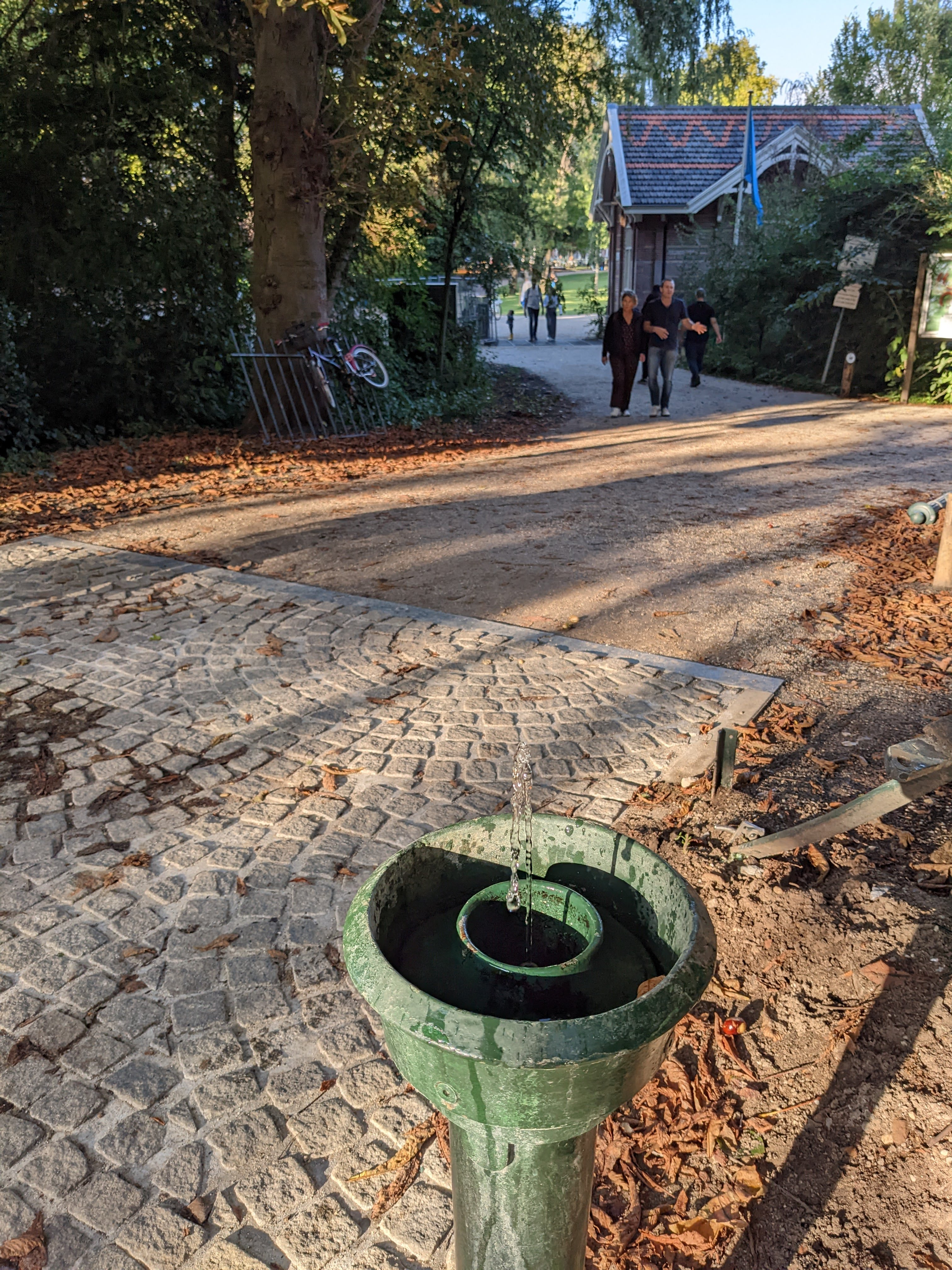
Bebedouro na entrada oeste do Sarphatipark, Amsterdã